# Lac Déziel
Lac Déziel är en sjö i Kanada.   Den ligger i regionen Mauricie och provinsen Québec, i den sydöstra delen av landet, 400 km norr om huvudstaden Ottawa. Lac Déziel ligger 400 meter över havet.
Trakten runt Lac Déziel är nära nog obefolkad, med mindre än två invånare per kvadratkilometer.